# Estadio Parque Oriental
El Parque Oriental es un estadio propiedad del Club Oriental de Football, ubicado en la localidad de Abayubá, unas de las zonas que comprende el área de Montevideo rural (zonas ajenas a la ciudad de Montevideo.
El escenario, que recibe los partidos de Oriental, está contra el límite del Departamento de Montevideo con la ciudad de La Paz, Departamento de Canelones.
Se ubica sobre la calle Venus y Camino de La Paz a Mendoza. El estadio posee una capacidad total de 1.500 personas, con 500 de ellas de forma sentada.